# FC Luzern Volleyball
Le FC Luzern Volleyball est un club suisse de volley-ball fondé en 1946 et basé à Lucerne. Il évolue pour la saison 2017-2018 en Ligue Nationale B féminine.

## Palmarès
- Championnat de Suisse
  - Vainqueur : 1959.

## Effectifs

### Saison 2014-2015
Entraîneur :  Denis Milanez